# Корбін (Кентуккі)
Корбін (англ. Corbin) — місто (англ. city) в США, в округах Вітлі, Нокс і Лорел штату Кентуккі. Населення — 7856 осіб (2020).

## Географія
Корбін розташований за координатами 36°55′57″ пн. ш. 84°5′58″ зх. д. / 36.93250° пн. ш. 84.09944° зх. д. (36.932551, -84.099476).  За даними Бюро перепису населення США в 2010 році місто мало площу 20,56 км², з яких 20,44 км² — суходіл та 0,11 км² — водойми.

### Клімат
| Клімат : Корбін               | Клімат : Корбін | Клімат : Корбін | Клімат : Корбін | Клімат : Корбін | Клімат : Корбін | Клімат : Корбін | Клімат : Корбін | Клімат : Корбін | Клімат : Корбін | Клімат : Корбін | Клімат : Корбін | Клімат : Корбін | Клімат : Корбін |
| Показник                      | Січ.            | Лют.            | Бер.            | Квіт.           | Трав.           | Черв.           | Лип.            | Серп.           | Вер.            | Жовт.           | Лист.           | Груд.           | Рік             |
| Абсолютний максимум, °C       | 23,3            | 27,2            | 30,6            | 32,2            | 32,8            | 36,7            | 38,3            | 38,9            | 36,1            | 33,3            | 27,8            | 25,6            | 38,9            |
| Середній максимум, °C         | 6,7             | 9,4             | 14,4            | 20,0            | 23,9            | 28,3            | 30,0            | 29,4            | 26,1            | 20,6            | 14,4            | 8,9             | 19,3            |
| Середній мінімум, °C          | −3,9            | −2,2            | 2,2             | 6,1             | 11,1            | 16,1            | 18,9            | 17,8            | 13,9            | 6,7             | 2,2             | −1,7            | 7,2             |
| Абсолютний мінімум, °C        | −31,7           | −23,9           | −24,4           | −7,2            | −2,2            | 1,1             | 7,2             | 6,7             | 0,0             | −7,8            | −16,7           | −27,2           | −31,7           |
| Норма опадів, мм              | 102             | 94              | 117             | 102             | 119             | 108             | 112             | 85              | 86              | 71              | 99              | 109             | 1204            |
| ----------------------------- | --------------- | --------------- | --------------- | --------------- | --------------- | --------------- | --------------- | --------------- | --------------- | --------------- | --------------- | --------------- | --------------- |
| Джерело: The Weather Channel. |                 |                 |                 |                 |                 |                 |                 |                 |                 |                 |                 |                 |                 |

## Демографія
Згідно з переписом 2010 року, у місті мешкали 7304 особи в 3093 домогосподарствах у складі 1903 родин. Густота населення становила 355 осіб/км².  Було 3507 помешкань (171/км²).
Расовий склад населення:
| - 97,4 % — білих - 0,6 % — азіатів - 0,3 % — корінних американців - 0,3 % — чорних або афроамериканців |

До двох чи більше рас належало 1,1 %. Частка іспаномовних становила 1,2 % від усіх жителів.
За віковим діапазоном населення розподілялося таким чином: 22,5 % — особи молодші 18 років, 56,7 % — особи у віці 18—64 років, 20,8 % — особи у віці 65 років та старші. Медіана віку мешканця становила 41,6 року. На 100 осіб жіночої статі у місті припадало 80,2 чоловіків;  на 100 жінок у віці від 18 років та старших — 75,8 чоловіків також старших 18 років.
Середній дохід на одне домашнє господарство  становив 52 003 долари США (медіана — 29 889), а середній дохід на одну сім'ю — 67 512 долари (медіана — 47 895). Медіана доходів становила 40 188 доларів для чоловіків та 30 131 долар для жінок. За межею бідності перебувало 22,8 % осіб, у тому числі 26,2 % дітей у віці до 18 років та 14,7 % осіб у віці 65 років та старших.
Цивільне працевлаштоване населення становило 2228 осіб. Основні галузі зайнятості: освіта, охорона здоров'я та соціальна допомога — 23,8 %, фінанси, страхування та нерухомість — 14,0 %, виробництво — 13,3 %.